# Lunda (Stockholm)
Pour les articles homonymes, voir Lunda.
Lunda est un quartier du district de Järva à Stockholm en Suède.

## Description
Lunda est un quartier de Västerort principalement occupé par une zone d'activités et industrielle située juste au sud de Hjulsta et juste à l'ouest de Spånga.

## Histoire
La zone a une histoire attestée par plusieurs vestiges antiques.
Le village fut mentionné pour la première fois en 1441 lorsque Gotskalk Bengtsson (Ulv) vendit 4 acres de terrain à Lunda et Skesta à la maison du Saint-Esprit de Stockholm.
En 1541, il y avait 1 acre de terre avec une ferme à Skesta et 3 acres de terre sous trois fermes à Lunda, et il est donc raisonnable de supposer que les trois fermes de 1541 étaient déjà là en 1441.[1] 
La ferme a été achetée par la ville de Stockholm en 1931,.
Il y a environ 145 tombes visibles dans la zone de Lunda/Skesta, toutes datant de la fin de l'âge du fer (550-1050 après JC), ce qui en fait le plus grand cimetière de Stockholm.
À cette époque, des cimetières comme celui-ci étaient souvent reliés aux villages, ce qui rend très probable que ce cimetière ait été le lieu de sépulture des villages Lunda et Skesta. Les formes des tombes étaient différentes, elles se composaient de sépultures en pierre rondes, carrées et rectangulaires. Aujourd’hui, les tombes apparaissent comme des élévations gazonnées dans le sol.
Ces sites funéraires ont commencé à être abandonnés à la fin du XIème siècle, lorsque le christianisme a été introduit en Suède, puis les gens ont commencé à utiliser des cimetières communs à proximité des églises.

## Galerie

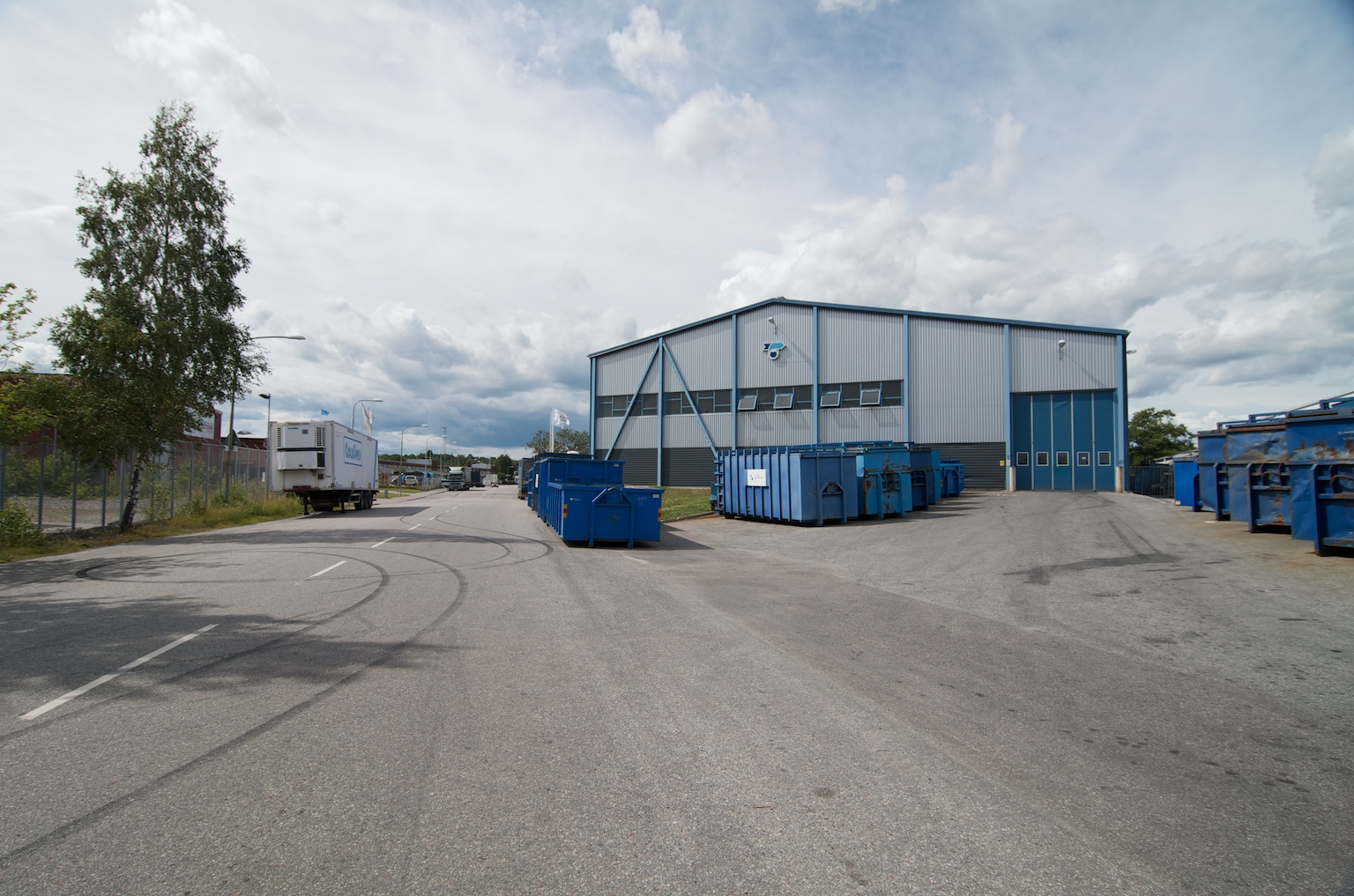
Bâtiment industriel.